# Stratford (Wisconsin)
Stratford è un villaggio degli Stati Uniti d'America, situato in Wisconsin, nella contea di Marathon.